# Бојанов
Бојанов (чеш. Bojanov) је насељено мјесто са административним статусом варошице (чеш. městys) у округу Хрудим, у Пардубичком крају, Чешка Република.

## Становништво
Према подацима о броју становника из 2014. године насеље је имало 627 становника.